# Leptoiulus carpinorum
Leptoiulus carpinorum är en mångfotingart som beskrevs av Karl Wilhelm Verhoeff 1929. Leptoiulus carpinorum ingår i släktet Leptoiulus och familjen kejsardubbelfotingar. Inga underarter finns listade i Catalogue of Life.